# Dariyya
Dariyya és una localitat i antic pou de l'Aràbia Saudita, situada a la regió del Najd, a l'antiga ruta entre Bàssora i la Meca. Era estació de peregrins. No s'ha de confondre amb la primera capital wahhabita, al-Diriyya.
Antigament fou centre d'un districte del Najd. La cèlebre himà (o espai sagrat) de Dariyya hauria pres el nom d'aquesta localitat. Segons la tradició, a les properes muntanyes d'an-Nir hi havia la tomba de l'heroi preislàmic Kulayb, i aquesta zona era considerada un districte separat (Himà Kulayb).
Segons at-Tabarí i Yaqut el nom de Dariyya provindria de la mare de Hulwan, fill d'Umran i net de Qudaa, mentre que al-Hamdaní creia que derivava del nom d'una filla de Rabia ibn Nizar.
La himà tenia 40.000 caps de bestiar en temps del califa Uthman. Depenia aleshores del governador de Medina i fou habitat pels Banu Kilab. El 931, en una guerra tribal, va destruir la himà veïna d'ar-Rabtha. Després desapareix de la història; al segle xix fou visitada per Philby juntament amb el poble veí de Miska (6 km al nord) i hi va descobrir inscripcions cúfiques a les roques. Modernament ha estat habitada pels utayba i els harb.